# Hans Christiansen Harbou
Ikke at forveksle med officeren Hans Christian Harbou
Hans Christiansen Harbou (født i august 1715 – 1790 på Ellinggård, begravet 11. juni samme år) var en dansk-norsk officer.
Han var søn af premiermajor ved 1. Smålenske infanteriregiment Christian Harbou, der tog afsked 1730 og schoutbynacht Christian Wibes datter Dorothea.
14 år gammel blev han 1730 underofficer ved 1. Smålenske regiment, sergent ved Frølichs gevorbne regiment 1733, fænrik ved Onsøeske livkompani af 1. Smålenske regiment 1736. I den hensigt at gå i russisk tjeneste solgte han sin fænriksplads og gik af som premierløjtnant 1738, men blev atter ansat ved samme regiment som løjtnant réformé 1739. Han blev premierløjtnant ved Wilhelm de Ulrichsdals gevorbne infanteriregiment 1740, forsat til 2. Akershusiske infanteriregiment 1748, kaptajnløjtnant med kaptajns karakter 1751, chef for Solørske kompani 1760, major 1755, premiermajor ved 1. Oplandske infanteriregiment 1766, fik oberstløjtnants karakter 1774, oberstløjtnant ved regimentet 1776, forsat til 2. Akershusiske infanteriregiment 1777, obersts karakter 1783 og tog afsked 28. februar 1787 med 500 Rdl. i pension (se kalenderen for 1788) og blev generalmajor samme dag.
Chefen for Det norske gevorbne regiment tilfods, generalmajor Wilhelm de Ulrichsdal udtaler sig i sin konduitliste dateret Fredrikstad d 12. januar 1746 således om ham: "Premier Lieutenant H.C. Harboe. Af fuldkommen god Statur og Exterieur Skikkelig og god Opførsel udi alle optænkelige Maader. Af et got Begreeb, forretter sin Tieneste med Berømmelse, beqvem til videre avancement". 19 år senere skriver chefen for 2. Akersh inf. regt. oberst Peter de Seue i sin konduitliste dateret Westbye bey Fredrikshald 10. august 1764 således om ham: "48 Jahr alt, gute Kundschaft von Allem was zum Dienste gehort, hat gute Conduite und Gaben ist fleissig und besitzet dabey fermété".
Han blev gift 1. gang i Høland 18. juli 1741 og 2. gang i Enebak 8. april 1744 med Lars Pharos datter Hilleborg Maria ( 1721 – 21. juli 1770).